# Jesús María Díez del Corral
Jesús Díez del Corral, (Saragossa el 6 d'abril de 1933 – Madrid, 19 de febrer de 2010), fou un Gran Mestre Internacional d'escacs espanyol.
Va obtenir el títol de MI el 1967, i el de GM el 1974, essent el segon espanyol, després d'Artur Pomar en obtenir el títol. Va compondre nombrosos problemes i estudis d'escacs, i publicà nombrosos articles a revistes especialitzades, com (El Ajedrez Español, Ajedrez Canario, o 8x8), i tingué durant molts anys una columna d'escacs al diari ABC. Va deixar de jugar competicions d'escacs l'any 1986, moment en què tenia un Elo de 2415. L'Elo més alt de la seva carrera fou de 2515. L'any 2001 fou guardonat per la Federació Madrilenya d'Escacs amb un peó d'or per la seva trajectòria al món dels escacs.

## Resultats destacats en competició
El 1969 fou 2n al Torneig Amsterdam Masters de 1969, i 6è a Palma. El 1973 fou 3r al torneig de Montilla.

### Campionat d'Espanya d'escacs
Díez del Corral va guanyar dos cops el Campionat d'Espanya d'escacs, els anys 1955, a Alcoi superant el català Jaume Lladó i el 1965 a Sevilla superant Francisco García Orús. Va ser subcampió el 1971, a Gijón, superat per Juan Manuel Bellón.

### Participació en Olimpíades: 1960-1982
Díez del Corral va jugar en 7 Olimpíades d'escacs representant Espanya, entre 1960 i 1982. En total, hi va jugar 97 partides, fent 56.5 punts, un 58,2%.

### Copa Clare Benedict
Va participar també en 9 edicions de la Copa Clare Benedict (torneig europeu per equips) representant Espanya, entre 1960 i 1972. En total, hi va jugar 40 partides, fent 23.5 punts, un 58,8%.

### Campionat d'Europa per equips
Va participar en una única edició del Campionat d'Europa per equips, a Kapfenberg 1970, on feu 2 punts de 6 partides, jugant de 2n tauler, per sota del GM Arturo Pomar.

## Partida destacada
Jesús Díez del Corral (ESP) - Lajos Portisch (HON)
Defensa francesa, variant Winawer.

Olimpíada de Buenos Aires 1978

1.e4 e6 2.d4 d5 3.Cc3 Ab4 4.e5 c5 5.a3 Axc3+ 6.bxc3 Dc7 7.Dg4 f5 8.Dg3 cxd4 9.cxd4 Ce7 10.Ad2 0-0 11.Ad3 b6 12.Ce2 Aa6 13.Ab4 Axd3 14.cxd3 Cbc6 15.Ad6 Dd7 16.0-0 Tfc8 17.h4 Cg6 18.h5 Ch8 19.h6 g6 20.Cf4 Cxd4 21.Ta2 Db7 22.a4 Tc6 23.De3! Cc2 24.Txc2!! Txc2 25.Cxe6 Cf7 26.Cd4 Ta2 27.Cxf5! Cxd6 28.exd6 gxf5 29.Dg5+ Rf8 30.Te1 Df7 31.Te7 (1-0)